# Шевлино
Шевлино́ — деревня в Московской области России. Входит в городской округ Солнечногорск. Население — 17 чел. (2010).

## География
Деревня Шевлино расположена на севере Московской области, в западной части округа, примерно в 13 км к юго-западу от города Солнечногорска, в 45 км к северо-западу от Московской кольцевой автодороги, на берегу Истринского водохранилища. Ближайшие населённые пункты — деревни Пятница и Бережки.

## История
В «Списке населённых мест» 1862 года Шевлино (Шевелино) — казённая деревня 2-го стана Звенигородского уезда Московской губернии по правую сторону тракта из города Воскресенска в город Клин, в 42 верстах от уездного города, при реке Безымянке и реке Истре, с 24 дворами, заводом и 148 жителями (64 мужчины, 84 женщины).
По данным на 1890 год — деревня Пятницкой волости Звенигородского уезда с 160 душами населения.
В 1913 году — 21 двор.
По материалам Всесоюзной переписи населения 1926 года — деревня Бережковского сельсовета Пятницкой волости Воскресенского уезда Московской губернии в 2,66 км от Пятницкого шоссе, в 16 км от станции Подсолнечная Октябрьской железной дороги, проживало 99 жителей (32 мужчины, 67 женщин), насчитывалось 20 крестьянских хозяйств.
С 1929 года — населённый пункт в составе Солнечногорского района Московского округа Московской области. Постановлением ЦИК и СНК от 23 июля 1930 года округа как административно-территориальные единицы были ликвидированы.
1929—1957 гг. — деревня Бережковского сельсовета Солнечногорского района.
1957—1960 гг. — деревня Бережковского сельсовета Химкинского района.
1960—1963 гг. — деревня Бережковского (до 30.09.1960) и Пятницкого сельсоветов Солнечногорского района.
1963—1965 гг. — деревня Пятницкого сельсовета Солнечногорского укрупнённого сельского района.
1965—1994 гг. — деревня Пятницкого сельсовета Солнечногорского района.
В 1994 году Московской областной думой было утверждено положение о местном самоуправлении в Московской области, сельские советы как административно-территориальные единицы были преобразованы в сельские округа.
С 1994 до 2006 гг. деревня входила в Пятницкий сельский округ Солнечногорского района..
С 2005 до 2019 гг. деревня включалась в Соколовское сельское поселение Солнечногорского муниципального района.
С 2019 года деревня входит в городской округ Солнечногорск, в рамках администрации которого деревня относится к территориальному управлению Соколовское.
С 2008 по 2012 год проходили турниры Шевлинской Футбольной Лиги, чемпионом всех сезонов был ФК Шевлино Юнайтед.

## Население
| 1715 | 1784 | 1852 | 1859 | 1890 | 1899 | 1926 |
| ---- | ---- | ---- | ---- | ---- | ---- | ---- |
| 19   | ↗136 | ↗174 | ↘148 | ↗160 | ↘147 | ↘99  |
| 1966 | 1998 | 2002 | 2010 |      |      |      |
| ↘56  | ↘23  | ↘20  | ↘17  |      |      |      |